# Manaia Harbour
Manaia Harbour ist ein Naturhafen der Coromandel Peninsula auf der Nordinsel von Neuseeland.

## Geographie
Der Manaia Harbour befindet sich an der Westküste der Coromandel Peninsula, gut 11 km südwestlich von Coromandel und rund 34 km nördlich von Thames. Der Naturhafen hat eine Länge von rund 4,5 km und eine maximale Breite von 1,26 km. Das nach Westen offene und zum Ende hin stark verlandete Gewässer besitzt einen gut 1100 m breiten Hafeneingang und kommt auf eine Küstenlinie von rund 14,5 km. Direkt vor dem Eingang zu dem Naturhafen befinden sich die beiden kleineren Inseln Tataweka Island und Wekarua Island, die den Hafen etwas vor der rauen See schützt.
Zu erreichen ist der im Thames-Coromandel District liegende und zur Region Waikato zählende Manaia Harbour vom New Zealand State Highway 25 aus, der das Gewässer mit dem Ort Coromandel, wenige Straßenkilometer weiter nordöstlich liegend, und dem südlichen Verlauf der Westküste der Coromandel Peninsula verbindet.

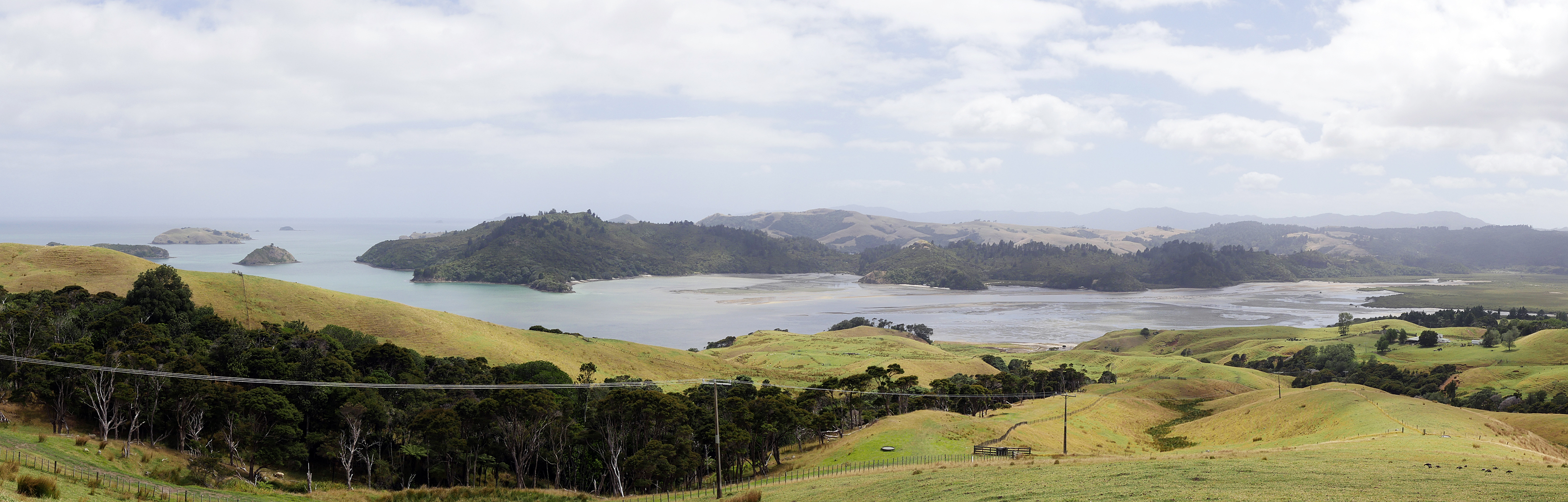
Manaia Harbour mit den Inseln Tataweka Island, Wekarua Island und Rangipukea Island links im Bild